# Auguste Mathieu
Pour les articles homonymes, voir Mathieu.
Ne pas confondre avec le peintre Auguste Mathieu.
Auguste Mathieu est un homme politique français né le 24 novembre 1814 à Avize (Marne) et mort le 4 janvier 1878 à Paris.

## Biographie
Il est le fils de modestes cultivateurs et fait des études à Épernay sous l'impulsion d'un oncle ancien prêtre. Il fait son droit à Paris mais doit être clerc d'avoué à Épernay pour payer ses études, puis avocat à Paris en 1837 sous l'aile de Delange alors bâtonnier.
Il plaide dans des affaires médiatiques et politiques. Conseiller général de la Marne en 1849, il se rallie au Second Empire et devient député de la Corrèze de 1863 à 1870, siégeant dans la majorité soutenant le Second Empire. Il est le rapporteur de la loi sur la Presse de 1867.
Il meurt le 4 janvier 1878 à Paris et est inhumé au cimetière du Père Lachaise (division 7), à Paris.

## Distinctions
- Officier de la Légion d'honneur (1866).
- Grand-croix de l'ordre d'Isabelle la Catholique

## Source
- « Auguste Mathieu », dans Adolphe Robert et Gaston Cougny, Dictionnaire des parlementaires français, Edgar Bourloton, 1889-1891 [détail de l’édition]